# Trực phân
Trực phân là hiện tượng phân chia nhân không thấy xuất hiện thoi phân chia và dẫn đến tạo thành các nhân con với bộ nhiễm sắc thể không đều nhau. Thường gặp trong tế bào của những mô chuyên hoá cao và trong tế bào các mô có tính tạm thời (noãn tâm, nội nhũ, ngoại nhũ, nhu mô và các mô khác) và cả trong tế bào bị biến đổi do bệnh lý hoặc ở các sinh vật nhân sơ. Trực phân có thể xảy ra cả trong giai đoạn tổng hợp DNA và sau đó. Các tế bào hình thành bằng Trực phân có số lượng nhiễm sắc thể biến đổi, trường hợp các tế bào con thiếu những gen quan trọng ít hơn vì tế bào phân chia Trực phân thường là đa bội. Ví dụ: nhân nội nhũ của thực vật hạt kín và nhân lớn của trùng đế giày.